# Rémo Meyer
Rémo Meyer est un footballeur suisse né le 12 novembre 1980 à Langenthal, Suisse.

## Biographie

### En sélection
- 5 sélections avec la Suisse de 2002 à 2004.